# Pound (condado de Marinette, Wisconsin)
Pound es un pueblo ubicado en el condado de Marinette en el estado estadounidense de Wisconsin. En el Censo de 2010 tenía una población de 1.425 habitantes y una densidad poblacional de 10,98 personas por km².

## Geografía
Pound se encuentra ubicado en las coordenadas 45°2′22″N 87°59′15″O / 45.03944, -87.98750. Según la Oficina del Censo de los Estados Unidos, Pound tiene una superficie total de 129.77 km², de la cual 128.8 km² corresponden a tierra firme y (0.75%) 0.97 km² es agua.

## Demografía
Según el censo de 2010, había 1.425 personas residiendo en Pound. La densidad de población era de 10,98 hab./km². De los 1.425 habitantes, Pound estaba compuesto por el 97.68% blancos, el 0.07% eran afroamericanos, el 0.56% eran amerindios, el 0.42% eran asiáticos, el 0% eran isleños del Pacífico, el 1.19% eran de otras razas y el 0.07% pertenecían a dos o más razas. Del total de la población el 1.33% eran hispanos o latinos de cualquier raza.